# Vera Lucia Imperatriz Fonseca
Vera Lucia Imperatriz Fonseca (São Paulo, 1946) é uma bióloga brasileira referência no estudo de abelhas e outros insetos polinizadores. É professora titular aposentada e livre-docente da Universidade de São Paulo (USP) e pesquisadora titular no Instituto Tecnológico Vale (ITV).
Especialista em comportamento e ecologia de abelhas e outros insetos polinizadores, é uma das coautoras da Declaração de São Paulo para os Polinizadores, que originou a Iniciativa Internacional para Uso Sustentável e Conservação dos Polinizadores (IPI), integrante do documento da Convenção de Diversidade Biológica (CDB) da Organização das Nações Unidas (ONU).

## Biografia
Vera Lucia nasceu na cidade de São Paulo. Ingressou no curso de Ciências Biológicas da Universidade de São Paulo em 1965, graduando-se em 1968. Interessou-se em abelhas no terceiro ano do curso de biologia, ao assistir uma aula do professor Paulo Nogueira Neto, sobre a abelha mirim-preguiça (Friesella schrottkyi). Na época em que começou seu estágio, as primeiras colmeias de abelhas-sem-ferrão foram instaladas no orquidário do departamento de Botânica, onde começou seus estudos sobre o comportamento de abelhas.
Em 1969, ingressou no mestrado em zoologia, sob a orientação do professor Paulo Nogueira Neto, de quem foi aluna desde a iniciação científica, obtendo o título em 1970 com a dissertação Aspectos da biologia de Paratrigona subnuda (Moure) (Apidae, Meliponinae). Em 1971, ingressou no doutorado, com o mesmo orientador, onde obteve o título de doutora em zoologia em 1975, com a tese  Estudos bionômicos sobre a rainha virgem de Paratrigona subnuda (Moure) (Apidae, Meliponinae).

## Carreira
Ainda em 1972, ingressou no Instituto de Biociências da USP (IB-USP) como professora assistente de Zoologia. Quando o departamento de ecologia da instituição foi criado em 1977, Vera Lucia se transferiu para a nova divisão. Em 1989, tornou-se professora adjunta de ecologia e titular em 1992. Estudando abelhas desde a pós-graduação, Vera Lucia se tornou referência nacional no assunto. Estuda e trabalha com desenvolvimento de estudos de polinizadores no Brasil, coordenando e organizando projetos temáticos e reuniões científicas, bem como organizando livros, artigos e outras publicações.
No Instituto de Estudos Avançados da USP (IEA-USP) foi colaboradora de 2008 a 2010, integrando atualmente um grupo de pesquisa sobre serviços de ecossistemas, com ênfase em polinizadores. Desenvolveu a Iniciativa Brasileira de Polinizadores, onde concentra a sua pesquisa. Como representante do governo brasileiro, participa da equipe para a nova avaliação de polinização, polinizadores e produção de alimentos, a ser elaborada pelo Painel Intergovernamental sobre Biodiversidade e Serviços dos Ecossistemas (IPBES - ONU), criado para avaliar o impacto das atividades humanas sobre a biodiversidade do planeta. É também membro da Comissão Científica do IEA-USP na Academia Intercontinental.
Aposentou-se da USP em 2003, onde continuou como permissionária até 2005. No mesmo ano, foi contratada como professora colaboradora na Faculdade de Filosofia, Ciências e Letras de Ribeirão Preto da Universidade de São Paulo, onde permaneceu formalmente até 2007. Em 2010, foi convidada para lecionar na Universidade Federal Rural do Semiárido, no Rio Grande do Norte, nas áreas de Ecologia e Zoologia, com ênfase em Comportamento Animal. Atualmente é pesquisadora titular em “Biodiversidade e Serviços de Ecossistema”, no Instituto Tecnológico Vale.
Atua como membro editorial e de revisão de trabalhos em periódicos especializados do Brasil e do exterior. Em suas pesquisas, reitera a preocupação e orienta políticas públicas para a proteção de insetos polinizadores, responsáveis pela maioria das culturas brasileiras, visando proteger a produção mundial de alimentos e a segurança nutricional.

## Prêmio
Em 30 de agosto de 2018, Vera Lucia recebeu o Mérito Científico do Prêmio Jovem Cientista, iniciativa do CNPq e da Fundação Roberto Marinho, por sua atuação pela defesa da biodiversidade e por programas que protejam insetos polinizadores.